# Instynkt pierwotny
Instynkt pierwotny (ang. Primal) – amerykański film akcji z 2019 roku w reżyserii Nicka Powella, wyprodukowany przez wytwórnię Lionsgate. Główne role w filmie zagrali Nicolas Cage, Famke Janssen, Kevin Durand, LaMonica Garrett i Michael Imperioli.

## Fabuła
Myśliwy Frank Walsh (Nicolas Cage) przewozi statkiem do Stanów Zjednoczonych swoje dzikie stworzenia, w tym rzadkiego białego jaguara, dzięki któremu zamierza zarobić fortunę. Wkrótce czekają na niego kolejne łowy. Znajdujący się na pokładzie zabójca Richard Loffler (Kevin Durand) uwalnia się z rąk agentów, a następnie wypuszcza z klatek zwierzęta. Pasażerowie jednostki rozpoczynają dramatyczną walkę o przetrwanie.

## Obsada
- Nicolas Cage jako Frank Walsh
- Famke Janssen jako doktor Ellen Taylor
- Kevin Durand jako Richard Loffler
- LaMonica Garrett jako John Ringer
- Michael Imperioli jako Paul Freed

## Odbiór

### Krytyka
Film Instynkt pierwotny spotkał się z negatywną reakcją krytyków. W serwisie Rotten Tomatoes 38% z trzydziestu dziewięciu recenzji filmu jest pozytywne (średnia ocen wyniosła 4,10 na 10). Na portalu Metacritic średnia ocen z 11 recenzji wyniosła 32 punkty na 100.